# Pachyrhizus erosus
Pour les articles homonymes, voir pois patate.
Espèce
Classification phylogénétique
Pachyrhizus erosus, appelé parfois jicama, ou pois patate, est une espèce de plantes à fleurs de la famille des Fabaceae. C'est une plante grimpante originaire du Mexique et d'Amérique centrale.
On consomme son tubercule, notamment au Mexique, en Amérique centrale et en Asie du Sud-Est. Il se présente sous la forme d'un bulbe brun clair mais n'en est pas un. Sa peau n'est pas comestible. La chair est juteuse, croquante et sucrée, avec un léger goût de châtaigne. Elle se consomme crue en salade, ou cuite comme une pomme de terre.
En Indonésie, on l'appelle bengkuang, aux Philippines, singkamas, au Viêt Nam, củ đậu ou củ sắn, au Cambodge, ដំឡូងរលួស /dɑmlɔoŋ rəluəh/ ou ប៉ិកួៈ ~ ប៉ិគក់ /peʔkŭəʔ/, au Laos, ມັນເພົາ man phao et, en Thaïlande, มันแกว man kaew.
Les graines de Pachyrhizus erosus contiennent environ 0,5 % de roténone pure et 0,5 % de roténoïdes et saponines, ce qui interdit leur consommation par l'homme bien qu'elles pourraient être une source intéressante d'huile et de protéines végétales. Réduites en poudre ces graines sont utilisées comme insecticide pour lutter contre des ravageurs du riz tels que Sitophilus oryzae (charançon du riz) et Corcyra cephalonica (pyrale du riz).